# Амстердамский исторический музей
Амстердамский исторический музей (нидерл. Amsterdams Historisch Museum), или Музей Амстердама (нидерл. Amsterdam Museum) — музей истории Амстердама в одноименном городе в Нидерландах, расположенный по адресу — Калверстрат 92.

## История
Открыт в 1926 году в Весовой палате Амстердама — здании XV века на площади Ньюмаркт — Нового рынка. С 1975 года занимает здание бывшего приюта, которое было построено в 1580 году. Оно было расширено архитекторами Хендриком де Кейзером и его сыном Питером де Кейзером В 1634 году здание перестроил художник и архитектор Якоб ван Кампен. Приют располагался в здании до 1960 года.

## Экспозиция
В экспозицию музея входят различные предметы, связанные с историей Амстердама, от средневековья до настоящего времени. Коллекция музея состоит из приблизительно 80 000 произведений искусства — картин, скульптур, гравюр и рисунков таких авторов, как Рембрандт, Йордан Бракенсик, Корнелис Антонисз, Альберт Янсз Винкенбринк, Адриан ван Ниуландт, Георг Хендрик Брейтнер, а также книг, мебели, текстильных изделий, предметов из стекла, керамики, медалей, ремесленных изделий и предметов быта, которые демонстрируют историю жизни в городе. Музей также хранит большую часть археологических артефактов, которые были обнаружены археологической службой общины Амстердам. Данные обо всех предметах экспозиции постепенно оцифровываются. В 2010 году музей предоставил свободный доступ к основной части своей коллекции на собственном веб-сайте. Амстердамский исторический музей является одним из партнеров в проекте оцифровывания коллекций европейских музеев.